# Kamionka (Elbląg)
Kamionka – północna dzielnica Elbląga.

## Wykaz ulic dzielnicy
- Broniewskiego Władysława
- Konopnickiej Marii
- Niepodległości
- Łowicka
- Skierniewicka
- Modlińska
- Maurycego Beniowskiego
- Szczygla
- Kamienna
- Hodowlana
- Suwalska
- Leśmiana Bolesława
- Legionów
- Lucjana Rydla

## Komunikacja
Na Kamionkę można dojechać autobusami linii numer 16, 21 i 24.